# Entomophaga calopteni
Entomophaga calopteni är en svampart som först beskrevs av Charles Bessey, och fick sitt nu gällande namn av Humber 1989. Entomophaga calopteni ingår i släktet Entomophaga och familjen Entomophthoraceae.   Inga underarter finns listade i Catalogue of Life.